# 業務管理者
業務管理者（ぎょうむかんりしゃ）とは賃貸不動産管理業を行う事務所に配置することが義務付けられている人員。
2021年6月15日に施行された賃貸住宅の管理業務等の適正化に関する法律で定められている。賃貸不動産経営管理士か宅地建物取引士が講習を受講することにより業務管理者となることができる。
営業所または事務所ごとに、一人以上の業務管理者を選任して国土交通省令で定める事項について管理及び監督に関する事務を行わせることとなっている。